# Nya Långenäs
Nya Långenäs – miejscowość (tätort) w Szwecji, w regionie administracyjnym (län) Västra Götaland, w gminie Härryda.
Według danych Szwedzkiego Urzędu Statystycznego liczba ludności wyniosła: 339 (31 grudnia 2015), 347 (31 grudnia 2018) i 344 (31 grudnia 2019).